# Джеррі Сен Жюст
Єремія Ісраел «Джеррі» Сен Жюст (нід. Jeremiah Israël "Jerry" St. Juste, нар. 19 жовтня 1996, Гронінген, Нідерланди) — нідерландський футболіст, захисник лісабонського «Спортінга».

## Клубна кар'єра
Народився 19 жовтня 1996 року в місті Гронінген. Вихованець юнацьких команд футбольних клубів «Марум» та «Геренвен».
У дорослому футболі дебютував 2015 року виступами за команду клубу «Геренвен», в якій провів два сезони, взявши участь у 64 матчах чемпіонату. Більшість часу, проведеного у складі «Геренвена», був основним гравцем захисту команди.
До складу клубу «Феєнорд» приєднався 2017 року. Відтоді встиг відіграти за команду з Роттердама 1 матч в національному чемпіонаті.

## Виступи за збірні
2013 року дебютував у складі юнацької збірної Нідерландів, взяв участь у 5 іграх на юнацькому рівні.
Протягом 2015–2016 років залучався до складу молодіжної збірної Нідерландів. На молодіжному рівні зіграв у 9 офіційних матчах, забив 1 гол.

## Титули і досягнення
- Володар Кубка Нідерландів (1):

«Феєнорд»: 2017-18
- Володар Суперкубка Нідерландів (2):

«Феєнорд»: 2017, 2018
- Чемпіон Португалії (2):

«Спортінг»: 2023-24, 2024-25
- Володар Кубка Португалії (1):

«Спортінг»: 2024-25